# Брадли (Арканзас)
Брадли (енгл. Bradley) град је у америчкој савезној држави Арканзас.

## Демографија
По попису из 2010. године број становника је 628, што је 65 (11,5%) становника више него 2000. године.
| Група             | 2000.       | 2010.       |
| Белци             | 261 (46,4%) | 263 (41,9%) |
| Афроамериканци    | 295 (52,4%) | 356 (56,7%) |
| Азијати           | 2 (0,4%)    | 1 (0,2%)    |
| Хиспаноамериканци | 4 (0,7%)    | 9 (1,4%)    |
| Укупно            | 563         | 628         |